# 朱德禽
朱德禽（1914年—1986年10月29日），浙江镇海人，中华人民共和国政治人物，中国民主建国会中央委员会原常务委员，第五、六届全国政协委员。